# Fabryka Samochodów Gepard

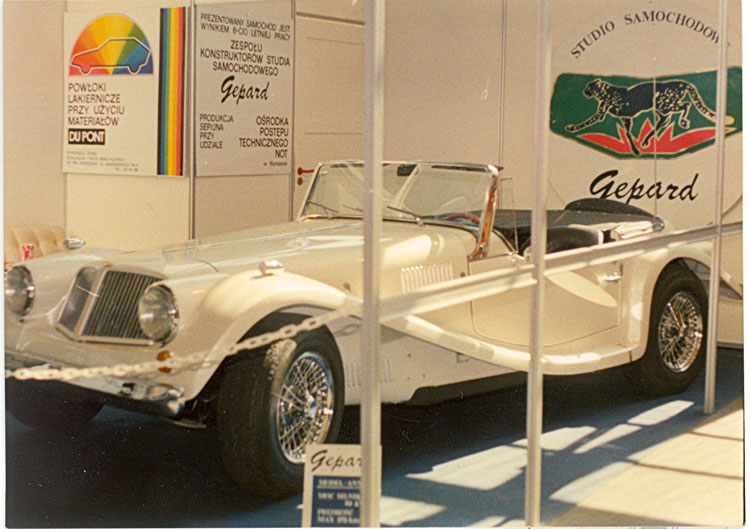
Gepard

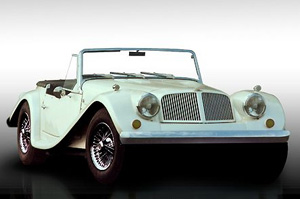
Gepard

Fabryka Samochodów Gepard, vorher Studio Samochodowe Gepard, war ein polnischer Hersteller von Automobilen.

## Unternehmensgeschichte
Zbysław Szwaj, der bereits seit 1983 an einem Entwurf für einen Sportwagen arbeitete, gründete 1990 in Warschau das Unternehmen Studio Samochodowe Gepard und begann mit der Produktion von Automobilen. Der Markenname lautete Gepard. 1992 folgte die Umfirmierung in Fabryka Samochodów Gepard und der Umzug nach Mielec. 1995 endete die Produktion. Szwaj gründete anschließend mit einigen Partnern die Leopard Automobile.

## Fahrzeuge
Das Unternehmen stellte Roadster her. Im Modell Gepard GP 8 sorgte ein V8-Motor von Rover mit 3900 cm³ Hubraum und 190 PS (140 kW) für den Antrieb. Das Modell war auch mit einem Vierzylindermotor mit 1997 cm³ Hubraum erhältlich.